# FLNC Union des combattants
Pour les articles homonymes, voir Front de libération nationale.
Le FLNC Union des combattants (Front de Libération nationale corse-Union des combattants, FLNC-UC) est un mouvement indépendantiste corse issu du Front de libération nationale corse (FLNC).
Le FLNC-UC est réputé comme proche de Charles Pieri et est lié au parti A Cuncolta Naziunalista. Le FLNC-UC regroupe des héritiers du FLNC Canal Historique, et des anciens du FLNC-Canal Habituel, alors que le FLNC du 22-Octobre réunit principalement des héritiers du FLNC-Canal Habituel. 
En août 2003 le groupe est rejoint par Resistenza Corsa.
Le FLNC UC regroupe : Le FLNC Canal Historique, Clandestinu, Fronte ribellu, le FLNC du 5-Mai et Resistenza Corsa.
Le 25 juin 2014, le FLNC annonce qu'il enclenche « sans préalable et sans équivoque aucune un processus de démilitarisation et une sortie progressive de la clandestinité ».
Cependant, le 21 mars 2023, le FLNC UC co-signe un document de trois pages avec le FLNC du 22-Octobre, dans lequel sont revendiqués 17 attentats. Des menaces de nouvelles actions y sont également émises.
Les deux organisations avaient déjà signé un communiqué commun le 2 juin 2021.